# 金丝雀

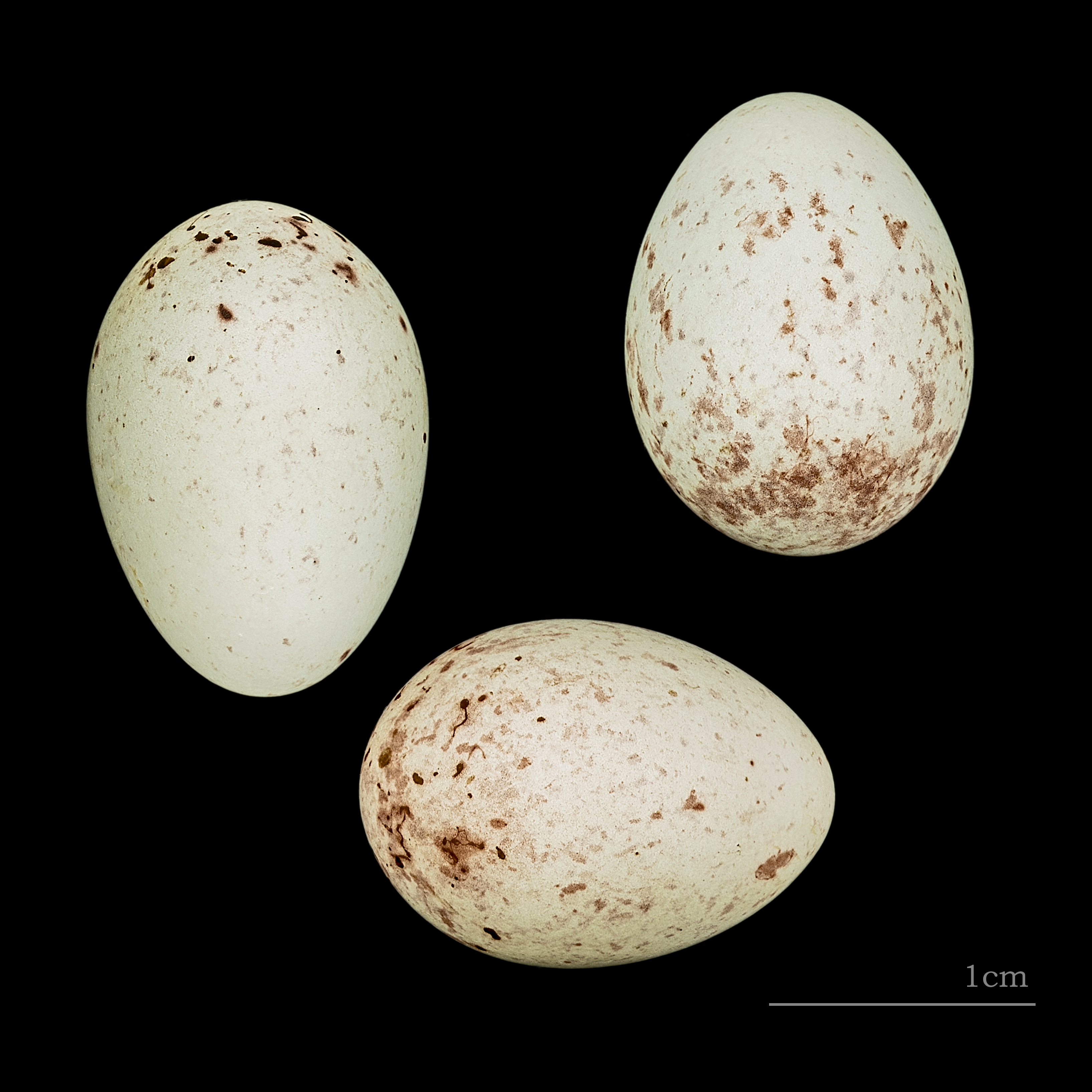
Serinus canaria canaria

金丝雀（学名：Serinus canaria），属燕雀科丝雀属，毛色分黄色、白色和红色三种，翼長20－23厘米，体長約12.5厘米，体重15－20克，色彩鲜艳，鸣啭时间长而不间断，这是400年来人工选育的结果。属于鸣禽，现已成为家养宠物之一。笼养者平均寿命10-15年，有的能活20多年。野生金丝雀喜欢在灌木和树林间筑巢。马德拉群岛、亚速尔群岛以及加那利群岛是金丝雀的繁殖地。
種名canaria來源於加那利群島，意思是「狗」。

## 發展歷史
金絲雀的原種產於亞速群島、馬德拉島，亦產於加那利群島（原屬葡萄牙的大西洋島嶼，直至1580年由西班牙腓利普二世所攫取）。當時葡萄牙人捕捉很多金絲雀轉售歐洲各國，因其唱功了得，非常適合藝術家飼養，英國、法國、德意志及尼德蘭都對之趨之若鶩。歐洲繁殖場很快取代西班牙品種的地位，發展至今已有超過30個不同羽色及外型的新品種。早在1800年，由英國人培殖的金絲雀已可在寵物店購得。這是由於英國懸居海上，過去幾百年所受戰亂較其他歐陸各國為少之故，對培殖不同品種金絲雀佔着先機。

## 金絲雀王國與現況
台灣過去有金絲雀王國的美譽，盛譽美歐日。四十年前為金絲雀出口最高峰時期，年出口量達十萬隻，當時的最大產地台南地區可說是每五戶就有一戶人家嘗試飼養金絲雀，在當時飼養鳥類並且販售的收入所得，常常一次是等於正職月收入的兩倍三倍，故甚多相關小家庭以小規模的方式飼養。
近年台灣金絲雀產地已轉移到中部一帶，南部則已經消失。在禽流感發生以前，金絲雀年出產量每月單一出口商可達一到兩萬隻的出口量，禽流感後受限於某些國外航班飛機限制還有該國政府限制，可出口國家大幅銳減，目前月出口額每個經銷商間約都在正負兩千隻上下，但市場依舊供不應求。
產地部分在禽流感後至少收掉一半以上的產戶，也因產戶銳減導致金絲雀需求大增，價格持續攀爬，焉然黃金之勢。

## 台灣現有繁殖的金絲雀種類
依序以繁殖量最大者排序。金絲雀品種在台灣主要以泛稱為主，細名分為無福和有福，在分為純白色、露臘色(原生種顏色)和紅金雀(非染色)與橘金雀(非染色)。基本上以黃色為最大宗，並分深黃色和淺黃色。原種的深黃色品種為小體格品種，個性好鬥容易緊張。淺黃色品種體格比較大，個性溫和容易與人親近。但現在台灣金絲雀幾乎皆透過換種技術種，混種後再依據子代表現的顏色去分。不在以體格大小去判定，而是以顏色深淺為判定依據，市面上以有福淺黃色為最大宗。

### 無福金絲雀(全黃無斑)
金黃色，體格小，毛屬硬質性。

### 有福金絲雀(淺黃或有班)
黃為最大宗，體格較大，毛軟質。

### 露臘色金絲雀
為金絲雀的返祖現象，顏色返祖回原生種黑黃混雜的自然保護色狀態。純露臘比較稀少，通常都是混黃色斑或白色斑露臘種。
純露臘種通常大多為白金絲雀的混種留鳥種使用。

### 白金絲雀
白金絲雀通體白色，眼睛為黑色狀態，非白子(紅眼睛才是白子)。一般飼養戶為了避免白種純金絲雀過度近親，都會使用露臘色(黑斑)金絲雀混種交配。繁殖出白金絲雀，一半數量則為混少數的黑色斑點。價格則同樣依據純白金絲雀為價格。若是混入黃種金絲雀，容易產生雜色現象，混黃色白種金絲雀為雜色，市場價值不高，通常都淘汰掉。

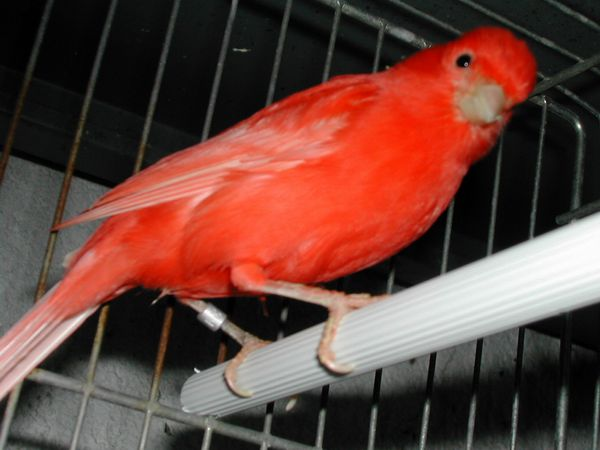
紅金絲雀

### 紅金絲雀
台灣市面上流傳很多假的染紅色金絲雀，使的國人對國內紅金絲雀的體認，皆以為是靠色素才能呈現紅色狀態
，但台灣實際上確實有專門繁殖純種紅金絲雀的養殖場。
原種紅金雀並不需要靠紅色素就可以維持原有紅色狀態，但建議還是添加色素飼料，可以讓體色更加均勻，無添加色素則會退回普通紅色狀態。若是黃色染色的，皆是透過染色或者透過拔毛技術並餵食紅色素，只需等退毛一次就能夠辨別。
體格大，毛屬於軟質，紅金絲雀也有分無福和有福，同樣以純深紅為無福，一般紅還是斑狀紅為有福。

### 橘金絲雀
橘色金絲雀通常是由紅金絲雀變種出來的(原種紅金絲雀200比1橘金絲雀)。本身為亮色橘，耀眼光彩，但產量稀少，數量僅次於冠羽金絲雀。

### 冠羽金絲雀
顏色黃、白為主。台灣早期引進之品種，本土有刻意培育該種的專家，僅剩一家有此種鳥類。

### 捲毛金絲雀
顏色黃為主。台灣早期引進之品種，本土無刻意培育該種的專家。無刻意培育繁殖種，但因早期有貿易商引進雜交，故偶有混種到的回祖現象。本土現有的捲毛金絲雀皆為返祖現象之金絲雀，捲毛基因穩定性不高。大概為5000比1。